# 아마츠키
틀:만화애니 정보/아마츠키 사랑
《아마츠키》(일본어: あまつき 아마츠키[*])는 타카야마 시노부 원작의 판타지 만화로, 이치진샤에서 연재중이다. 단행본은 2009년 3월 25일 현재 9권까지 간행. 2008년 4월부터 텔레비전 애니메이션으로 방송되어 그해 6월 13편을 완결로 끝났다. 또한 웹 라디오도 같은달부터 방송중이다.

## 개요
일본사 시험에서 낙제점을 얻은 도키도키는 봄방학에 보습으로서 하이테크 기술로 에도막부 말기를 재현한 전시장에 가게된다. 그곳에서 길을 헤매던 중 수수께끼의 요괴에게 습격당하게 되고 자신이 살던 세계와는 전혀 다른 세계인 '아마츠키'에 빠지게 된다.